# 두막루
두막루(豆莫婁, 서기 410년? ~ 726년)는 부여의 유민들이 나하를 건너가 건국한 나라이다. 대막루(大莫婁), 대막로(大莫盧), 달말루(達末婁)라고도 부른다. 두막루의 위치는 오늘날 중국 헤이룽장성의 치치하얼 부근이다. 두막루는 서기 410년경에 건국되어 약 300년간 존재하다가 726년 발해 무왕에게 멸망했다. 두막루의 영토는 발해와 흑수말갈로 양분되었다가 결국 발해로 흡수되었다.

## 건국 주체
기록에 의하면 두막루의 건국 주체는 부여의 유민으로서 예맥족의 옛 땅에 거주했다고 한다. 해당 기록은 다음과 같다.
두막루국은 물길(勿吉)의 북쪽 1천 리에 있고 낙양으로부터 6천 리 떨어져 있다. 옛날의 북부여(北夫餘)이다. 실위(失韋)의 동쪽에 있고, 동쪽은 바다와 닿아 있고, 사방 2천 리이다. 그 사람들은 토착하며 살고, 집에 거주하며 창고가 있다. 산과 구릉, 넓은 연못이 많고, 동이(東夷)의 지역에서 가장 넓고 높다랗게 트여있다. 땅은 오곡에 알맞고, 오과는 나지 않는다. 그 사람들은 키와 몸집이 크고, 성품이 강직하고 용맹하고, 신중하고 중후하니 노략질을 하지 않는다. 그 군장은 모두 여섯 가축의 이름으로 관직명을 삼고, 읍락에는 호걸과 장수가 있다. 음식은 역시 조두를 사용한다. 삼과 베가 있고, 옷을 마름질하는 것은 고려(→고구려)와 비슷하나 폭이 크다. 그 나라의 대인은 금과 은으로 장식한다. 형벌은 엄하고 급하여 살인자는 죽이고, 그 집안사람은 노비로 삼는다. 풍속은 음란하고 투기하는 것을 매우 싫어하여 죽여서 시체를 나라의 남쪽 산 위에 놓고 썩힌다. 여자 집에서 이 시신을 거두려면, 소나 말을 주어야 한다. 혹 말하길, 본래 예맥(濊貊)의 땅이라 한다.

### 학계의 견해
일반적으로 한국사학계에서는 두막루의 계통에 대해 부여를 계승한 한국의 고대 국가로 인정하는 학설과 실위 또는 몽골계 국가로 보는 다른 견해가 있다.
종래 대한민국 역사학계는 두막루에 대해 큰 관심이 없거나 혹은 몽골계 국가로 파악하였다. 노태돈 교수는 두막루에 대해서, 부여와 별도로 존속하던 두막루인들이 고구려의 세력 확대에 따라 접경하게 되자 고구려의 북방 지역 인식에 영향을 받아 부여의 후계라 자칭하게 되었다는 견해이다. 박경철 교수는 부여가 선비족의 공격으로 몰락한 시기에 실위와 같은 몽골계 종족인 두막루가 부여의 영역으로 잠식하여 잡거하였고, 이후 고구려가 부여를 병합함에 따라 송화강 이북으로 구축되어 성립된 것으로 보고 있다.
이와는 달리 김정배 교수와 유태용 등은 두막루를 부여를 계승한 나라로 파악하는 학설을 제시하여 주목을 끌고 있다. 김정배 교수는 《위서》 등의 기록을 근거로, 두막루는 북부여를 계승한 나라로서 지배 집단은 예맥족으로 구성되어 있고, 풍습은 부여와 매우 유사했다는 학설을 제기했다. 유태용은 이 학설을 더욱 발전시켜서 '두막루'는 '다물'이라는 뜻으로서 부여의 유민들이 나라가 망하게 되자, 나하를 건너가 북부여의 옛 영토를 되찾아 건국한 나라라는 뜻으로 해석하였다.
중국 학자들의 견해는 대체로 두막루에 대해 부여를 계승한 국가로 보고 있다. 부여와 북부여를 구분하고 있는 중국 학자의 견해에 따르면, 북부여가 남하하여 부여의 영역을 잠식하였다가 고구려 광개토왕의 공격으로 다시 본래의 영역으로 패주하여 두막루를 건국하였다는 것이다. 또 다른 중국 학자의 견해로는 대무신왕 대에 고구려에게 공파된 동부여의 유민이 북상하여 건국한 것으로 보기도 한다.

## 건국 시기
두막루의 건국 시기는 대략 5세기 중엽으로서 정확한 연도는 알 수 없으나, 서기 486년 이전에 건국되었다는 기록이 남아 있다. 중국의 《위서》(魏書) 물길전에는 물길의 사신인 후니지(侯尼支)가 서기 486년 북위에 사신으로 입조하였는데, 그 때 물길 주변에 있던 대막로국(→두막루국)에서도 북위에 사신을 보내어 조공을 바쳤다고 기록되어 있다.
두막루의 건국 시기에 대해서는 두 가지 학설이 있다. 종래 중국의 동북사 연구자들인 마 지아셩(溤家昇,mǎ jiāshēng)과 장 보취앤(張博泉, zhāng bóquán)은 부여가 고구려의 문자명왕에게 멸망 당한 서기 494년 이후 부여의 유민들이 두막루를 건국한 것으로 파악하였다. 하지만 현대 중국의 학자인 쑨진지(孫進己, 손진기)와 간즈겅(干志耿, 간지경)은 두막루가 건국된 시기는 그보다 이전인 서기 410년 동부여가 고구려의 광개토대왕에게 점령된 시점 이후로 이해하였다. 따라서 두막루의 건국 시기는 정확히 알 수 없으나, 대략 서기 410년 이후부터 486년 이전의 어느 시점이었을 것으로 추정할 수 있다.

## 지리적 위치

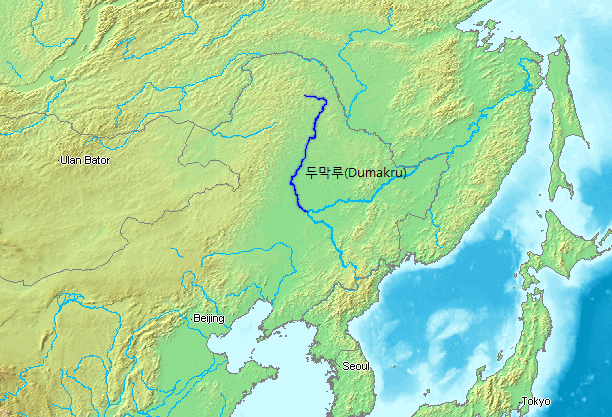
두막루의 추정 위치

두막루의 지리적 위치는 북위의 북동부 지역으로서 오늘날 중화인민공화국 헤이룽장성에 위치한 눈강 동쪽, 쑹화강 북쪽의 평원 지대였을 것으로 추정하고 있다. 이 위치는 오늘날 중국 헤이룽장성의 하얼빈시 부근이다. 중국 《신당서》(新唐書)의 유귀전(流鬼傳)에 다음 기록이 있다.

개원(開元) 11년(→서기 723년)에 달말루(→두막루) 구 2군(郡) 수령이 조공했다. 달말루는 스스로를 북부여의 후예라고 말한다. 고려(→고구려)가 그 나라를 멸하자 유민들이 나하(那河)를 건너 그곳에 거주했다. 혹은 타루하(他漏河)라고도 하는데, 동북쪽으로 흘러 흑수(黑水, →아무르강(흑룡강))로 들어간다.

《신당서》에서 말한 타루하(他漏河)는 오늘날 눈강에서 동쪽으로 흘러 쑹화강으로 이어지는 하천을 의미한다. 두막루의 위치는 오늘날 눈강의 동쪽, 쑹화강의 북쪽에 있는 평원 지대로서, 송눈평원의 동부와 송요평원의 북쪽 지역으로 비정할 수 있다. 이 지역은 부여의 북쪽 끝 지역으로서, 부여를 건국했다고 전해지는 동명왕의 고리국(槀離國)이 있었던 지역이다. 5세기 중엽 부여가 고구려와 물길 등 주변 세력으로부터 침략을 받자, 부여의 일부 유민들이 나하를 넘어 부여의 옛 선조들이 살았던 고리국 지역으로 되돌아가서 두막루라는 나라를 건국한 것으로 추정하고 있다. 이런 점에서 두막루 사람들이 스스로 북부여의 후예라고 자처한 이유를 알 수 있다.

## 문화와 언어
두막루의 문화는 부여의 문화와 동일했다. 주변의 물길과 실위가 유목, 수렵, 어로에 종사했던 것과 달리, 두막루 사람들은 넓은 평원에서 농경 생활을 하면서 오곡(五穀)을 기르고 집과 창고를 지었다. 《위서》(魏書) 물길전에 따르면, 물길(勿吉)은 "두막루 등의 나라를 항상 깔보며 여러 나라들도 이를 두렵게 여긴다"는 기록이 있는데, 당시 두막루는 농경 민족으로서 물길과 실위 등 유목 민족의 침략을 상당히 두려워했던 것을 알 수 있다. 두막루의 군장(君長)은 여섯 가축의 이름으로 관직명을 삼는다는 기록이 있는데, 이는 임금 아래에 마가, 우가, 저가, 구가, 대사자, 사자 등 가축의 이름을 딴 관직명을 사용했던 부여의 풍습과 일치한다. 두막루국에서 "대인(大人)은 금과 은으로 장식하고, 형벌은 엄하고 급하여 살인자는 죽이고, 그 집안사람은 노비로 삼는다"는 기록이 있는데, 이것도 부여의 풍속과 완전히 동일하다.
두막루의 문화는 대개 부여와 동일했으나 의복의 경우 일부 고구려의 영향을 받은 것으로 보고 있다. 두막루에는 "삼과 베가 있고, 옷을 마름질하는 것은 고려(→고구려)와 비슷하나 폭이 크다"고 하였는데, 이는 당시 선비족의 모용씨 세력이 쇠퇴하여 부여가 사실상 고구려의 세력권 안으로 귀속되면서, 부여가 고구려의 의복 문화를 받아들였기 때문인 것으로 해석하고 있다.
두막루의 언어는 실위(失韋)와 같다고 기록되어 있다. 《위서》 실위전에 따르면, 실위의 "언어는 고막해, 거란, 두막루와 같았다"고 기록되어 있다. 학계에서는 이러한 기록을 토대로 두막루를 몽골족 계통의 민족으로 보기도 한다. 또한 두막루의 언어가 초기에는 부여어와 동일했으나 후기에는 거란어가 많이 유입되어 혼합된 것으로 보는 견해도 있다.

## 대외 관계
두막루는 존재기간 동안 맥족(고구려), 말갈족, 거란족등 주변 민족들과 유화적 관계를 맺는 동시에 중원 왕조들에게 지속적으로 사신을 파견하여 조공을 바치면서 국가의 존재를 알렸다.
- 5세기 후반 : 그 나라(물길)에 인접한 대막로국·복종국·막다회국·고루국·소화국·구불복국·필려이국·발대하국·욱우릉국·고복진국·로루국·우진후국 등이 전후로 제각기 사신을 보내 조회하고 방물을 바쳤다. -《위서》(魏書) 물길전
- 567년 : 3년 10월에 돌궐, 대막루, 실위, 백제, 말갈 등의 나라들이 각기 사신을 보내어 조공했다. -《책부원귀》(冊府元龜) 외신부 조공조
- 569년 : 5년 2월에 대막루국이 사신을 보내어 조공했다. -《책부원귀》(冊府元龜) 외신부 조공조
- 723년 : 당나라 현종 개원 11년에 달말루의 구 2군(郡) 수령이 조공했다. -《신당서》(新唐書) 동이전 달말루조
- 724년 : 당나라 현종 개원 12년에 달말루의 대수령 낙개제(諾皆諸)가 와서 조공했다. -《책부원귀》(冊府元龜) 외신부 조공조

## 인물
- 낙개제(諾皆諸) : 두막루의 대수령으로서 서기 724년 당나라로 가서 현종에게 조공을 바쳤다.

## 멸망
두막루국은 서기 726년경 발해와 흑수말갈에게 멸망하여 영토가 두 나라에 빼앗긴 것으로 보고 있다. 당시 발해는 무왕 대무예(大武藝)가 북진정책을 펼치면서, 제1송화강 중류를 경계로 하여 흑수말갈과 대치하고 있었다. 이 지역에 위치하고 있었던 두막루는 발해와 흑수말갈의 대립 속에서 독자적인 역할을 하지 못하고, 결국 영토를 빼앗겨 멸망한 것으로 보고 있다. 두막루가 있던 지역은 이후 발해의 전성기 때 철리부(鐵利府)와 회원부의 관할에 소속되어 발해의 영토가 되었다.

## 같이 보기
- 두막루 연구
- 고리국